# لغز بادينغتون
لغز بادينغتون (بالإنجليزية: The Paddington Mystery)‏ هي رواية بوليسية صدرت عام 1925 بقلم جون رود، وهو الاسم المستعار للكاتب البريطاني سيسيل ستريت. كان هذا أول ظهور للانسلوت بريستلي، الذي ظهر في سلسلة طويلة من الروايات خلال العصر الذهبي للرواية البوليسية. عبقري علمي، بريستلي هو محقق يجلس على كرسي بذراعين يمكنه حل لغز دون زيارة مسرح الجريمة فعليًا.

## الملخص
بعد عودته ذات ليلة من ملهى ليلي، وجد هارولد ميرفيلد جثة رجل ملقاة على سريره. يلجأ إلى الدكتور بريستلي، والد خطيبته السابقة أبريل.